# STS-62-B
STS-62-B – anulowana misja promu kosmicznego Discovery. Miała to być misja dla Departamentu Obrony. Na początku planowana na wrzesień 1986 r. Później przełożona na kwiecień 1987 r. Po katastrofie Challengera misję wykreślono z planu lotów.